# Raša Sraka
Raša Sraka Vuković, slovenska judoistka, * 10. oktober 1979.
Raša Sraka je ena od najuspešnejših slovenskih judoistk. Kot članica Judo kluba Bežigrad (od 1991 do 2012) in kot pripadnica športne enote Slovenske vojske (od 1999 do 2012) se lahko pohvali z bogato bero medalj iz evropskih, svetovnih in vojaških prvenstev v judu. Orala je ledino slovenskega juda in bila ena prvih športnic, ki je uveljavljala ženski judo v Sloveniji, še bolj pa na mednarodnih tekmovanjih.
Njena zlata medalja na Sredozemskih igrah v Tunisu (2001) je opozorila na nov rod slovenskih judoistk. Bronasta medalja na svetovnem prvenstvu leta 2005 v Kairu pa je bila prva dosežena kolajna s tekmovanj te ravni v zgodovini slovenskega juda. Dvakrat je nastopila tudi na poletnih olimpijskih igrah - v Atenah 2004 je dosegla 9. mesto in v Londonu 2012 pa 7. mesto.
Športno kariero je končala 1. augusta 2012 na olimpijskih igrah v Londonu.
Raša je diplomantka Fakultete za šport Univerze v Ljubljani; študij nadaljuje na doktorski ravni.
Od leta 2014 je predsednica komisije športnikov Olimpijskega komiteja Slovenije.
Je poročena in ima dva otroka.

## Športna kariera
Judo začela je trenirati v 5. razredu osnovne šole. V Judo klub Bežigrad je zašla po naključju, ker sta se s prijateljico želeli naučiti prijeme kake borilne veščine. V trening se je zagrizla z vso vnemo. Le štiri leta po začetku treninga je začela nizati prve vidne uspehe na mladinskih prvenstvih v judu – 5. mesto na mladinskem evropskem prvenstvu v Monaku (1996), poleg pa še srebro na svetovnem članskem prvenstvu v Baslu (1996). Naslednje leto (1997) je na evropskem mladinskem prvenstvu v Ljubljani osvojila srebro. V klubu so jo razglasili za ‘novo zvezdo tatamija’ . V letu 1998 je osvojila bronasti medalji na mladinskem evropskem prvenstvu v Bukarešti in na svetovnem mladinskem prvenstvu v Caliju v Kolumbiji.
Prvim vidnim uspehom je sledilo obdobje vrhunskih rezultatov na svetovnih članskih prvenstvih, ki jih je Raša okronala s prvo zlato medaljo za Slovenijo na članskih prvenstvih leta 2001 v Tunisu. Leta 2004 se je uvrstila na Olimpijske igre v Atenah, kjer je dosegla 9. mesto. Poškodbe so ji v letu 2008 preprečile, da bi se lahko uvrstila na olimpijske igre v Pekingu. Zato se je z vso vnemo usmerila na priprave na poletne olimpijske igre v Londonu, kjer je dosegla 7. mesto.
V času svoje športne kariere je bila Raša Sraka tudi pripadnica športne enote SV. Kot uspešna judoistka je za Slovenijo priborila vrsto nagrad in priznanj tudi na mednarodnih vojaških prvenstvih v judu. Leta 2011 je bila svetovna prvakinja na 26. svetovnem vojaškem prvenstvu v judu (kategorija do 70 kg).
Raša je v več kot dvajsetih letih aktivnega športnega udejstvovanja posegla po mnogih najvišjih mestih, o čemer priča pregled njenih vidnih športnih rezultatov.
Rašini najvidnejši dosežki v karieri: 
- 1. mesto Sredozemske igre, Tunis (2001)
- 1. mesto, evropsko prvenstvo, Dusseldorf 2003
- 9. mesto, olimpijske igre, Atene 2004
- 3. mesto, svetovno prvenstvo, Kairo 2005
- 3. mesto, svetovno prvenstvo Tokio 2010
- 2. mesto, evropsko prvenstvo, Dunaj 2010
- 1. mesto, grand prix, Düsseldorf 2012
- 1. mesto, svetovni pokal, Ulan Bator 2011
- 7. mesto, olimpijske igre London 2012

## Pregled rezultatov iz večjih tekmovanj[2][3]
Mladinsko evropsko prvenstvo
- 3. mesto, Bukarešta, 1998
- 2. mesto, Ljubljana, 1997
- 5. mesto, Monako, 1996

Svetovno mladinsko prvenstvo
- 3. mesto, Cali, Kolumbija, 1998

Svetovno študentsko prvenstvo
- 3. mesto, Malaga, 2000

Svetovno člansko prvenstvo
- 5. mesto, Paris, 2011
- 3. mesto, Tokio, 2010
- 7. mesto, Rotterdam, 2009
- 3. mesto, Kairo, 2005

Evropsko člansko prvenstvo
- 3. mesto, člansko EP, Čeljabinsk, 2012
- 2. mesto, člansko EP, Dunaj, 2010
- 3. mesto, člansko EP, Bukarešta, 2004
- 1. mesto, člansko EP, Düsseldorf, 2003
- 3. mesto, člansko EP, Maribor 2002

Sredozemske igre
- 2. mesto, sredozemske igre, Pescara, Italija 2009
- 2. mesto, sredozemske igre, Almeria, Španija 2005
- 1. mesto, sredozemske igre, Tunis, Tunizija 2001

Svetovni članski pokali
- 1. mesto, grand prix, Düsseldorf 2012
- 1. mesto, svetovni pokal, Ulan Bator 2011
- 1. mesto, grand prix, Abu Dabi 2010
- 1. mesto, svetovni pokal, Sofija 1999, 2001, 2003, 2005, 2006
- 1. mesto, svetovni pokal, Minsk 2003
- 1. mesto, svetovni pokal, Talin 2004

Svetovno vojaško prvenstvo, Svetovne vojaške igre
- 1. mesto, Rio de Jainero, 2011
- 3. mesto, Hyderabad, 2007
- 1. mesto, Vinkovci, 2006
- 1. mesto, San Petersburg, 2005
- 3. mesto, Catania, 2003
- 3. mesto, Peking, 2002
- 2. mesto, Ostia, 2001
- 1. mesto, den Helder, 2000
- 2. mesto, Zagreb, 1999

Olimpijske igre
- 9. mesto, Atene, 2004
- 7. mesto, London, 2012

## Nagrade in priznanja
Raša je prejemnica številnih nagrad in priznanj. Prejela je Bloudkovo plaketo (2002) in Bloudkovo nagrado (2005), ki jo podeljuje Ministrstvo za šolstvo in šport za izjemne mednarodne uspehe. Leta 2003 so jo nagradili z nagrado Marjana Rožanca, najvišjo nagrado Mestne občine Ljubljana za področje športa.Šestkrat je bila imenovana za najboljšo športnico mesta Ljubljane (2002, 2003, 2004, 2005, 2010, 2012). Večkrat se je uvrstila tudi v ožji izbor za najboljšega slovenskega športnika leta, dvakrat je bila razglašena za drugo športnico leta v Sloveniji (2. mesto – 2003, 2005).